# 아메리칸 울트라
《아메리칸 울트라》(영어: American Ultra)는 2015년 개봉한 미국의 첩보 액션 코미디 영화이다. 《프로젝트 X》(2012)를 연출했던 니마 누리자데가 감독을 맡고, 《크로니클》(2012)의 맥스 랜디스가 각본을 썼다. 제시 아이젠버그, 크리스틴 스튜어트, 토퍼 그레이스 등이 출연했다.

## 줄거리
마약 중독자인 편의점 알바생 마이크의 유일한 목표는 자신을 언제나 이해해 주는 여자친구 피비에게 청혼하는 것이다. 하지만 여행지에서 청혼을 하려고 거주지인 웨스트버지니아주 라이먼 마을을 떠나려고 할 때마다 공황 발작이 도져 비행기를 탈 수 없다.
그러던 어느 날 편의점에 의문의 여자가 알 수 없는 암호를 남기고 간 뒤 마이크는 기묘한 변화를 겪는다. 자신을 습격한 괴한들을 숟가락 하나만으로 끔찍하게 살해한 것이다. 마이크는 곧 자신이 중앙정보국(CIA)의 울트라 계획 피험자이며, 본래 정체는 가공할 살인 병기라는 사실을 알게 된다.
한편 울트라 계획을 폐기하려 하는 CIA의 예이츠 팀장은 마이크를 제거하기 위해 마을을 폐쇄하고 군대를 보내 마이크를 추적하기 시작한다. 마이크는 피비와 함께 목숨을 건 도주를 감행한다.

## 출연진
- 제시 아이젠버그 - 마이크 하월 역
- 크리스틴 스튜어트 - 피비 라슨 / 피비 셀버그 역
- 토퍼 그레이스 - 에이드리언 예이츠 역
- 코니 브리턴 - 빅토리아 래시터 역
- 월턴 고긴스 - 래퍼 역
- 존 레귀자모 - 로즈 역
- 빌 풀먼 - 레이먼드 크루거 역
- 토니 헤일 - 피터 “피티” 더글러스 요원 역
- 스튜어트 그리어 - 와츠 보안관 역
- 모니크 갠더턴 - 크레인 역

## 제작
각본가인 맥스 랜디스는 중앙정보국(CIA)에서 1950년대에 실제로 실행했던 생체 실험 MK울트라 계획에서 영화의 모티브를 얻었다. 그는 이러한 실험이 평범한 마약 중독자 청년에게 적용되었을 때의 결과를 상상했다.
2013년 11월 4일 제시 아이젠버그와 크리스틴 스튜어트가 섭외되었다. 둘은 일찍이 《어드벤처랜드》에서 호흡을 맞춘 바가 있었다. 이듬해 3월 14일 월턴 고긴스가, 4월 1일 토퍼 그레이스가, 4월 14일 빌 풀먼과 토니 헤일이 합류했다. 4월 15일 샤론 스톤의 출연이 결정됐으나, 나중에 코니 브리턴으로 교체되었다.
영화의 본 촬영은 2014년 4월 14일부터 루이지애나주 근교 뉴올리언스에서 시작되어 6월 중순까지 이어졌다. 촬영 중 뱀이나 악어가 출몰하거나 폭우가 쏟아지는 등의 어려움을 겪기도 했다.

## 기타 제작진
- 공동 제작: 마크 퍼사노

## 비평
씨네21의 장영엽 평론가는 “니마 누리자데는 일견 사소해 보이던 사건을 걷잡을 수 없이 확장해 광란의 소동극으로 마무리하는 데 그 장기가 있는 것 같다. 그 속에서 디테일한 의미를 찾기보다 캠프파이어같이 한순간 불타오르고 마는 재미를 누리는 데 이 영화의 목적이 있다”고 단평했다. 이용철 평론가는 감독의 영화가 지향하는 무가치와 무도덕성에 주목하며 “누리자데는 쓸모없다고 여겨지는 존재에 대해 어떤 목소리를 부여하고자 한다”고 비평했다.